# Слободяник, Сара
Сара Слободяник (24 апреля 1924, Одесса — 4 февраля 1942, Алма-Ата) — советская шахматистка.

## Биография
С 12 лет начала заниматься шахматами в Одесском дворце пионеров у шахматиста I категории, тренера С. Палавандова. Училась в одной группе с Е. П. Геллером: «Поступила большая группа детей, и среди них оказались двое особо талантливых. Это 12-летние Сара Слободяник и Фима Геллер. Она играла только с мальчиками и ни в чём им не уступала: ни в игре, ни в "шахматном звоне"» (воспоминания Б. Лимениса).
Чемпионка Украинской ССР 1939 года (набрала в турнире 8½ очков из 10, по итогам турнира получила II категорию). Чемпионка Одессы 1938 и 1940 годов (в 1940 году выиграла чемпионат города со стопроцентным результатом, победив во всех партиях).
Вскоре после начала Великой Отечественной войны была эвакуирована в Казахскую ССР, где тяжело заболела и умерла (по другим данным, погибла от голода).
Сохранилась нечёткая фотография Слободяник во время партии с Е. П. Бигловой.
Партии шахматистки отсутствуют в базах.